# Lawrenceburg (Kentucky)
Lawrenceburg ist eine Stadt mit dem Status City und gleichzeitig Verwaltungssitz (County Seat) des Anderson County im US-amerikanischen Bundesstaat Kentucky. Das U.S. Census Bureau hat bei der Volkszählung 2020 eine Einwohnerzahl von 11.728 ermittelt.  

## Geographie
Lawrenceburg liegt rund 15 Kilometer südlich von Frankfort. Der Kentucky River fließt am Ostrand von  Lawrenceburg. Die Verbindungsstraße U. S. Highway 125 verläuft durch den Ort.

## Geschichte
Erster Siedler war in den 1780er Jahren der aus Deutschland stammende Jacob Kaufman und der Ort wurde Kaufman’s Station genannt. Mit der Eröffnung einer Poststelle 1827 wurde der Ort zu Ehren des Großgrundbesitzers William Lawrence in Lawrenceburg umbenannt. Aufgrund der Kohlevorkommen in der Gegend erlebte die Stadt einen starken wirtschaftlichen Aufschwung. Während des Bürgerkriegs war der Ort ein Zentrum militärischer Auseinandersetzungen.
Heute ist Lawrenceburg als County Seat überwiegend in der Verwaltung sowie in mittelgroßen industriellen und kommerziellen Betrieben aktiv. Der Bundesstaat Kentucky ist der maßgebliche Bourbon-Whiskey-Produzent der USA ist. In Lawrenceburg sind mit den Marken Four Roses und Wild Turkey bedeutende Destillerien angesiedelt. Auch Seagram ließ dort, etwa den Bourbon Benchmark destillieren.

## Galerie

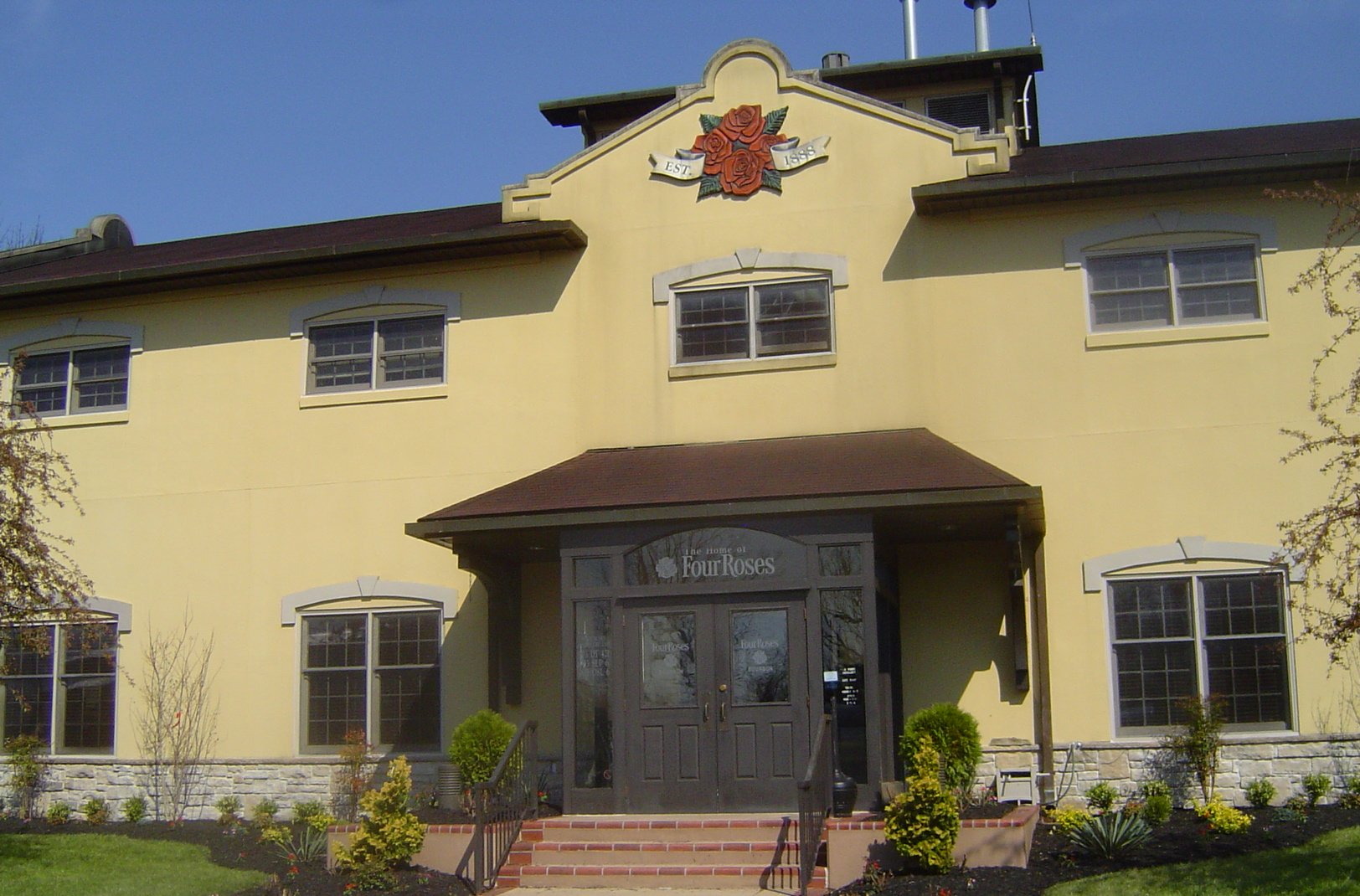
Hauptgebäude der Four Roses-Destillerie
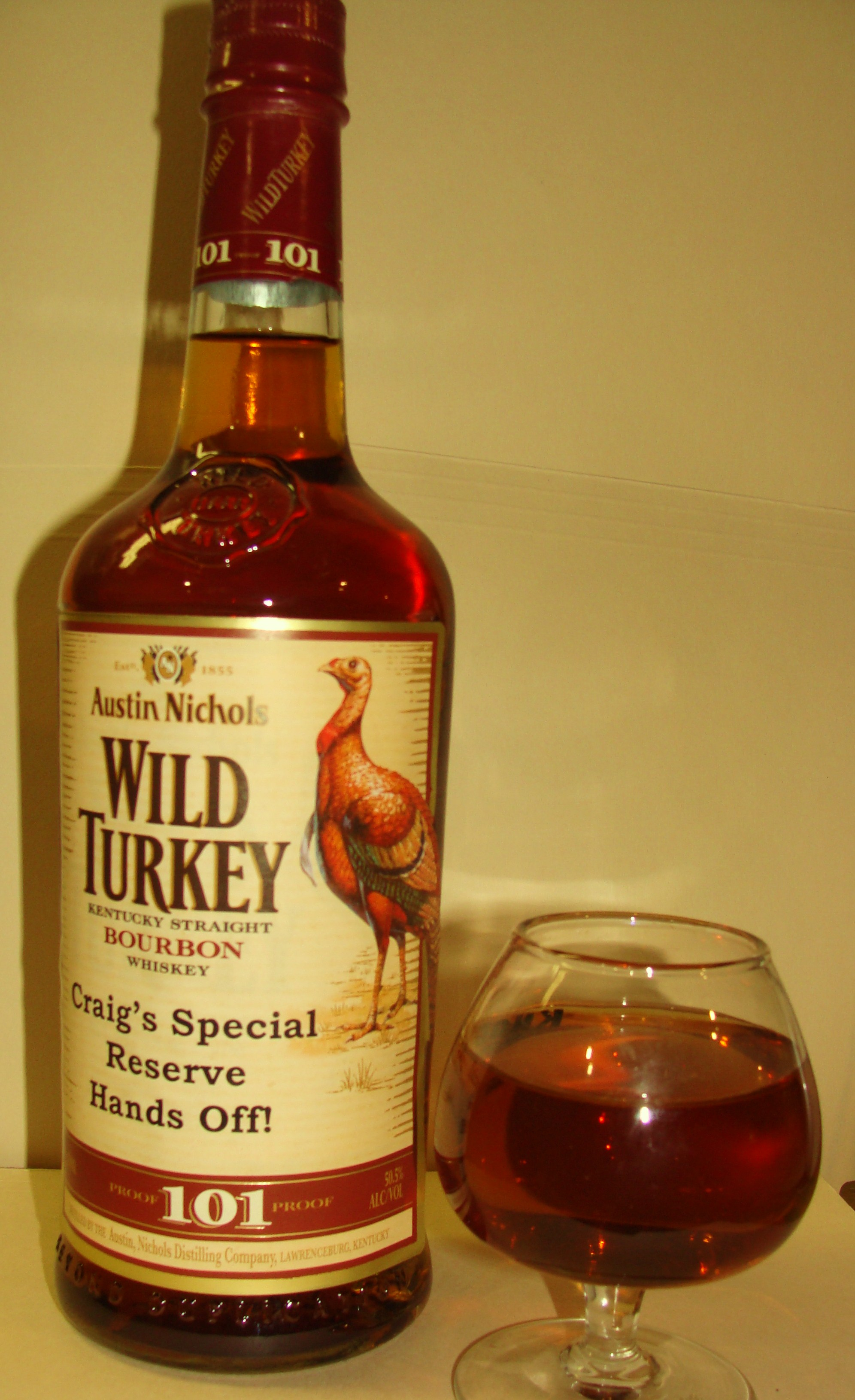
Bourbon-Flasche der Wild Turkey-Destillerie

## Demografische Daten
Im Jahr 2012 wurde eine Einwohnerzahl von 11042 Personen ermittelt, was eine Zunahme um 22,5 % gegenüber 2000 bedeutet. Das Durchschnittsalter der Bewohner lag im Jahr 2012 mit 35,2 Jahren deutlich unter dem Durchschnittswert von Kentucky, der 40,1 Jahre betrug. 14,8 % der heutigen Einwohner sind irischen Ursprungs. Weitere Einwanderungsgruppen während der Anfänge des Ortes kamen zu 10,8 % aus Deutschland und zu 9,9 % aus England.

## Söhne und Töchter der Stadt
- Champ Clark (1850–1921), Politiker